# حامول تيانشاني
حامول تيانشاني (الاسم العلمي:Cuscuta tianschanica) هو نوع من النباتات يتبع جنس الحامول من الفصيلة المحمودية.